# Smyriodes trigramma
Espèce
Synonymes
- Chlenias mesosticha Turner, 1919[1]
- Cleora dolichoptila Turner, 1947[1]
- Stibaroma mesosticha
- Stibaroma trigramma Lower, 1892[1]

Smyriodes trigramma est une espèce de lépidoptères (papillons) de la famille des Geometridae. Elle vit dans presque toute l'Australie non tropicale.

## Description
L'imago de Smyriodes trigramma a une envergure de 30 mm environ. 

## Biologie
Sa chenille vit sur des Eucalyptus.